# Stanisław Kras
Stanisław Kras (ur. 13 września 1890 w Chojniku pow. tarnowski, zm. wiosną 1940 w Katyniu) – kapitan piechoty Wojska Polskiego, kawaler Orderu Virtuti Militari, ofiara zbrodni katyńskiej.

## Życiorys
Syn Wojciecha i Anny z Dudów. Miał brata Józefa. Uczęszczał do szkoły realnej w Krakowie. W latach 1909–1911 pracował na kolei. Od 1911 w armii austriackiej. Po skończeniu szkoły wojskowej w stopniu chorążego walczył w 57 pułku piechoty. Ranny w 1914 pod Dęblinem. 1 marca 1916 awansował na sierżanta. Od 19 listopada 1918 w Wojsku Polskim. Dowodził 3 kompanią I batalionu 16 pułku piechoty. Walczył na Śląsku Cieszyńskim a następnie w wojnie polsko-bolszewickiej. Brał udział w bitwach pod Haliczem, Brzuchaczem, Tarnopolem, Brodami, Mikuliczynem. Szczególnie odznaczył się w walkach pod Ihumieniem 20 maja 1920, gdzie ogniem karabinu maszynowego udaremnił kontratak bolszewików. Za ten czyn odznaczony Krzyżem Srebrnym Orderu Virtuti Militari nr 846.  
W okresie międzywojennym po skończeniu szkoły oficerskiej w Grudziądzu w stopniu podporucznika, służył w 16 pp jako dowódca kompanii. Awansował kolejno w 1925 na porucznika, w 1929 na kapitana. Od 1923 dowódca kompanii w 86 pułku piechoty. Od sierpnia 1925 dowodził 3 kompanią 15 batalionu KOP. Przez rok (w 1935) służył w 15 Brygadzie KOP, następnie służył jako oficer placu w Tarnowie. W 1938 w stopniu kapitana przeniesiony w stan spoczynku.
Wzięty do niewoli radzieckiej, osadzony w Kozielsku. Został zamordowany wiosną 1940 w lesie katyńskim. Figuruje na liście wywózkowej LW 036/4 z 16.04.1940 r., poz. 15.
Był żonaty nie miał dzieci

## Awanse
- podporucznik – 1921
- porucznik – 1925
- kapitan – 1929

## Ordery i odznaczenia
- Krzyż Srebrny Orderu Virtuti Militari nr 846[2][1]
- Srebrny Krzyż Zasługi